# Catalana de Gas

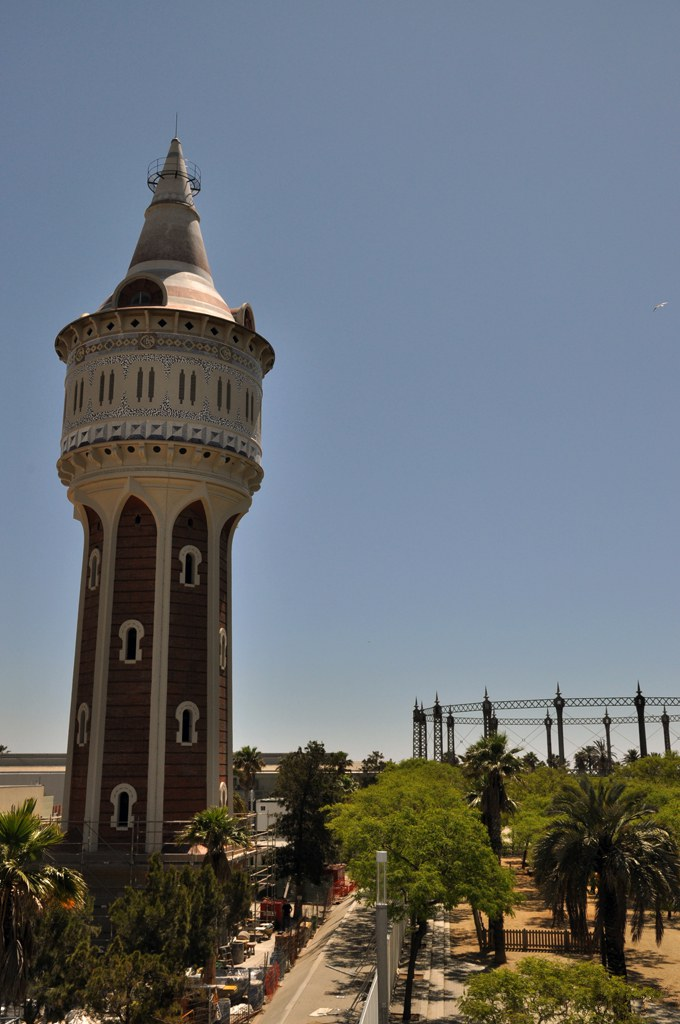
Torre de La Catalana de Gas en La Barceloneta. Proporcionaba la presión necesaria de agua para la fábrica de gas.

Catalana de Gas, S.A. fue una empresa española con sede en Barcelona dedicada a la fabricación y distribución de gas de alumbrado y posteriormente de gas ciudad y gas natural. Durante una etapa también se dedicó a la generación de electricidad. En 1991 se fusionó con Gas Madrid para crear Gas Natural.

## Historia
Tiene sus orígenes en 1843 cuando se fundó la «Sociedad Catalana para el Alumbrado por Gas», dedicada en su origen al alumbrado público por gas en la ciudad de Barcelona. Fue la primera compañía que fabricó gas ciudad en España a partir de carbón y cotiza en bolsa desde 1853. A principios del siglo XX reorientó parcialmente su negocio hacia el sector eléctrico pasando a ser llamada «Catalana de Gas y Electricidad».
En la década de 1960 se reorientó de nuevo hacia el sector gasístico abandonando el negocio de generación eléctrica, sustituyó el carbón por nafta en el proceso de fabricación de gas ciudad y comenzó su expansión fuera de Cataluña con la adquisición de la Compañía Española de Gas, que operaba en Santander, Murcia y la Comunidad Valenciana. También es a finales de la década de 1960 cuando comienza a llegar por primera vez gas natural a España procedente de Argelia bajo la dirección de Don Josep María Garriga Carbonell. La implantación del gas natural a gran escala sustituyendo progresivamente al gas manufacturado o gas ciudad comenzaría en la década de 1980. En 1991 Catalana de Gas se fusionó por absorción con Gas Madrid, creando Gas Natural.